# Flabellum thouarsii
Espèce
Statut CITES
Flabellum thouarsii est une espèce de coraux appartenant à la famille des Flabellidae.